# Arenal del Sur
Arenal, auch Arenal del Sur genannt, ist eine Gemeinde (municipio) im Süden des kolumbianischen Departamentos Bolívar.

## Geographie
Arenal liegt in Bolívar, etwa 400 km südlich von Cartagena und hat eine Durchschnittstemperatur von 29 °C. Arenal liegt auf einer Höhe von 65 m ü. NN. An die Gemeinde grenzen im Norden Río Viejo, im Südosten Morales und im Südwesten Montecristo.

## Bevölkerung
Die Gemeinde Arenal hat 20.625 Einwohner, von denen 5751 im städtischen Teil (cabecera municipal) der Gemeinde leben (Stand 2019).

## Geschichte
Die Gegend von Arenal wurde zwischen 1540 und 1850 hauptsächlich für Bergbautätigkeiten besiedelt. In der Region siedelten sich Bergleute, spanische Händler und entlaufene Sklaven an. Eine Formalisierung der Siedlung geschah wahrscheinlich in der Mitte des 17. Jahrhunderts durch Catalina de Ochoa. Eine eigenständige Gemeinde wurde Arenal erst 1996.

## Wirtschaft
Die wichtigsten Wirtschaftszweige von Arenal sind Landwirtschaft, Rinderproduktion und Fischfang. Daneben werden auch heimliche Holzwirtschaft und illegaler Bergbau (Goldgewinnung) betrieben.